# Hennie Bouwe

Henricus Johannes (Hennie) Bouwe (Volkel, 17 februari 1973) is een Nederlandse ontwerper van onder andere Nederlandse herdenkingsmunten en penningen. De ontwerpen worden gemaakt in opdracht van de Koninklijke Nederlandse Munt en/ of het Ministerie van Financiën.

## Loopbaan
In 1998 begon Bouwe als DTP en Grafisch Vormgever bij APS (Association for Publicity Services) het latere APSBB (APS Building Brands). In 2013 veranderde dit bureau de naam is Today is Canday. Sinds 2013 is hij partner bij dat bedrijf.

## Herdenkingsmunten
Hennie Bouwe ontwierp de volgende herdenkingsmunten:
- 2006: Het Belasting Vijfje, officiële 5 euro-herdenkingsmunt ter ere van 200 jaar Belastingdienst.
- 2017: Het Johan Cruijff Vijfje, officiële 5 euro-herdenkingsmunt ter ere van voetballegende Johan Cruijff.[2]

## Penningen

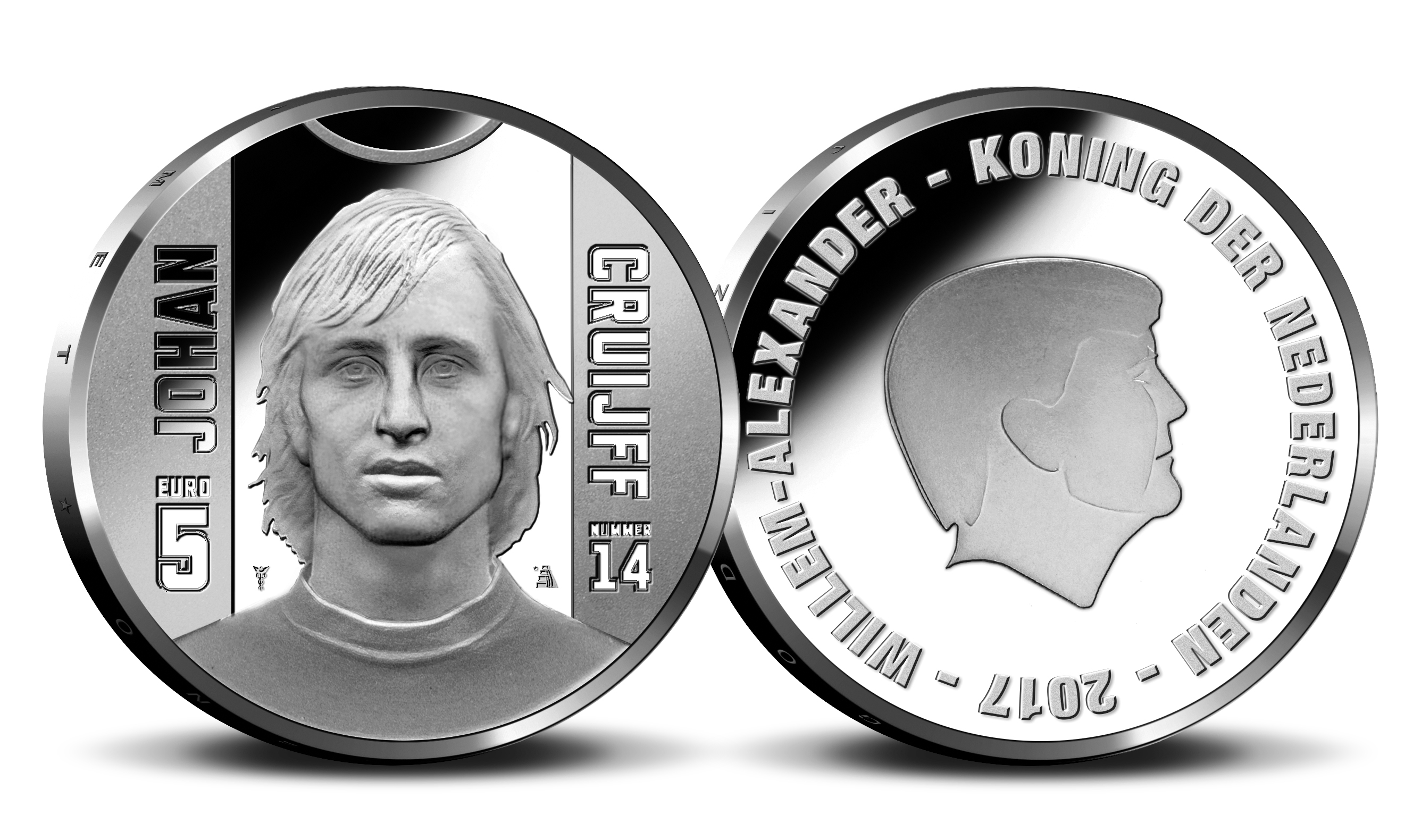
2017 Het Johan Cruijff Vijfje

Hennie Bouwe ontwierp de volgende penningen:
- 2014: WK Oranje penning, officiële uitgifte van de Koninklijke Nederlandse Munt ter ere van het WK voetbal in Brazilië.[3]
- 2017: Oranje Leeuwinnen penning, officiële uitgifte van de Koninklijke Nederlandse Munt ter ere van het EK vrouwenvoetbal in Nederland.
- 2018: Gouden TOSS munt, officiële uitgifte van de Koninklijke Nederlandse Munt ter ere van de 100ste KNVB bekerfinale.

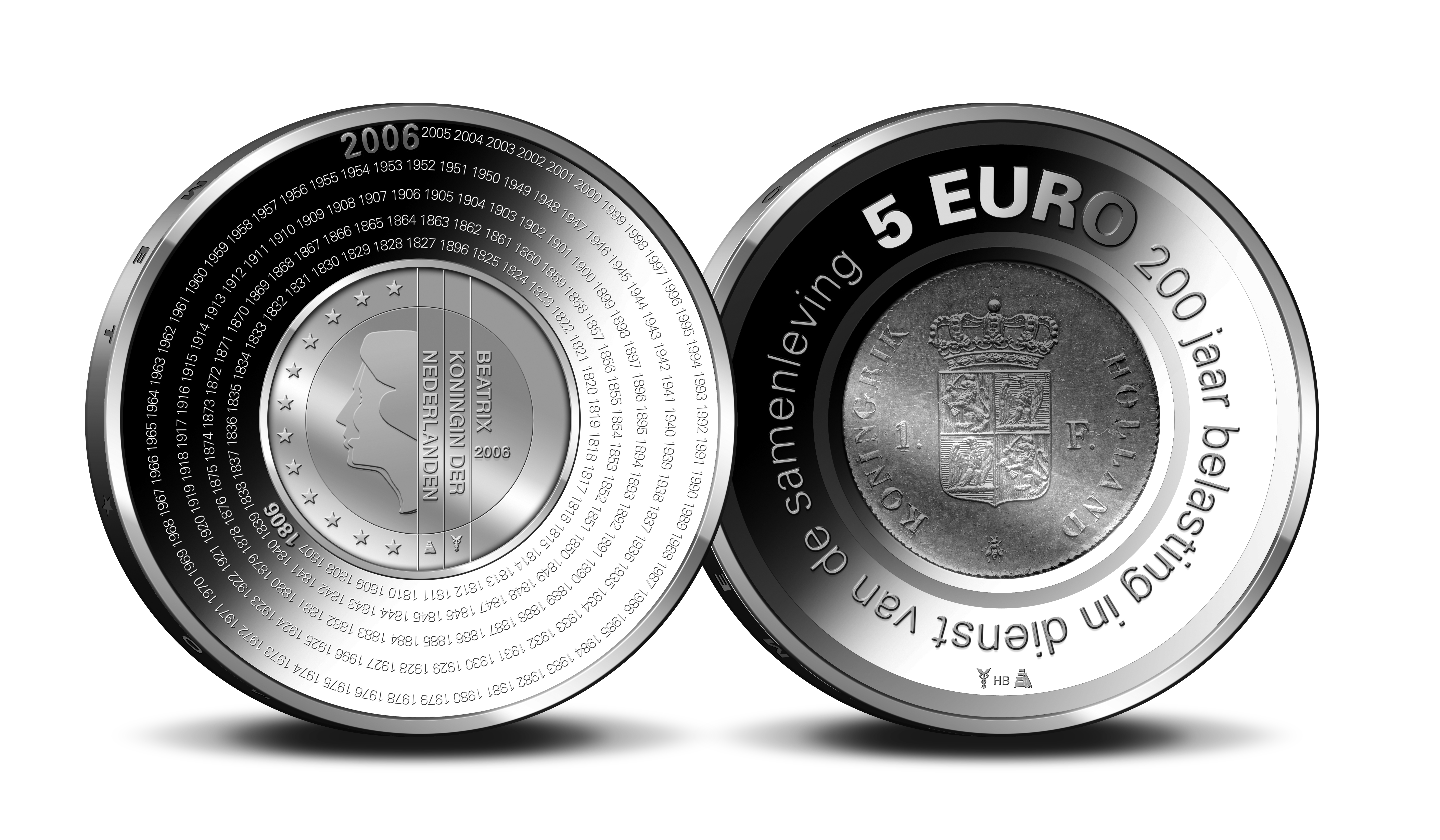
2006 Het Belasting Vijfje
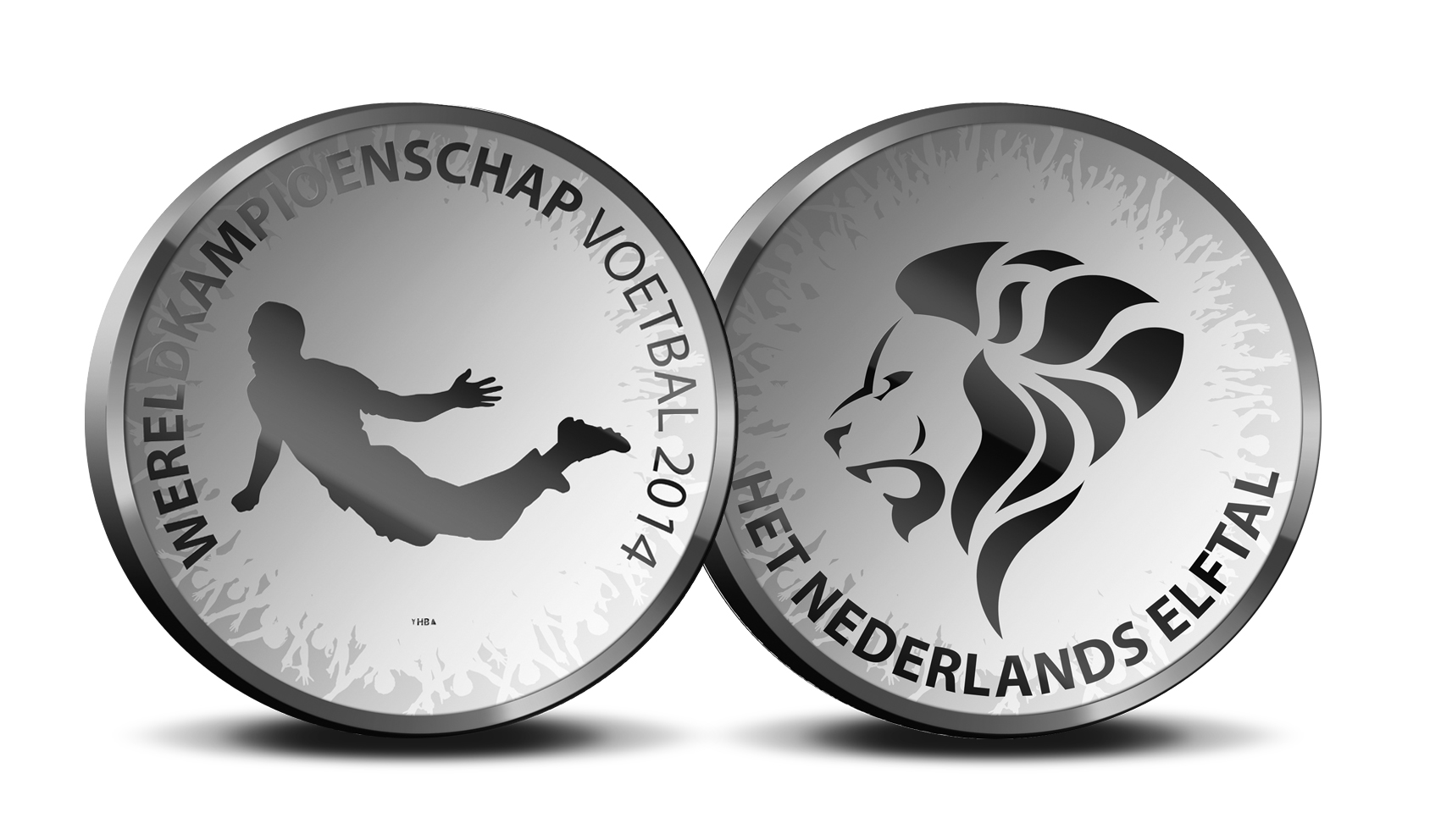
2014 WK Oranje Penning
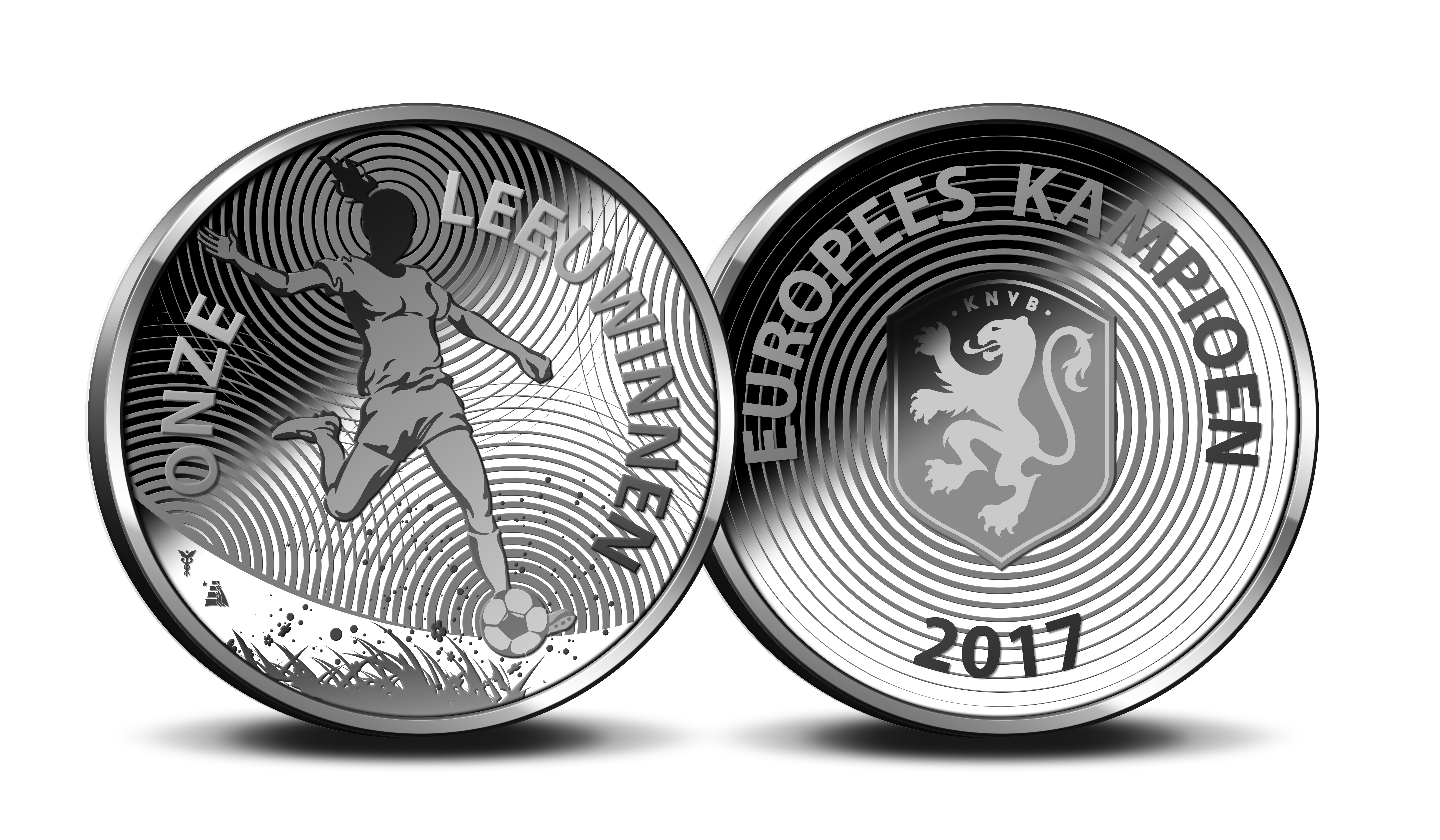
2017 Oranje Leeuwinnen Penning
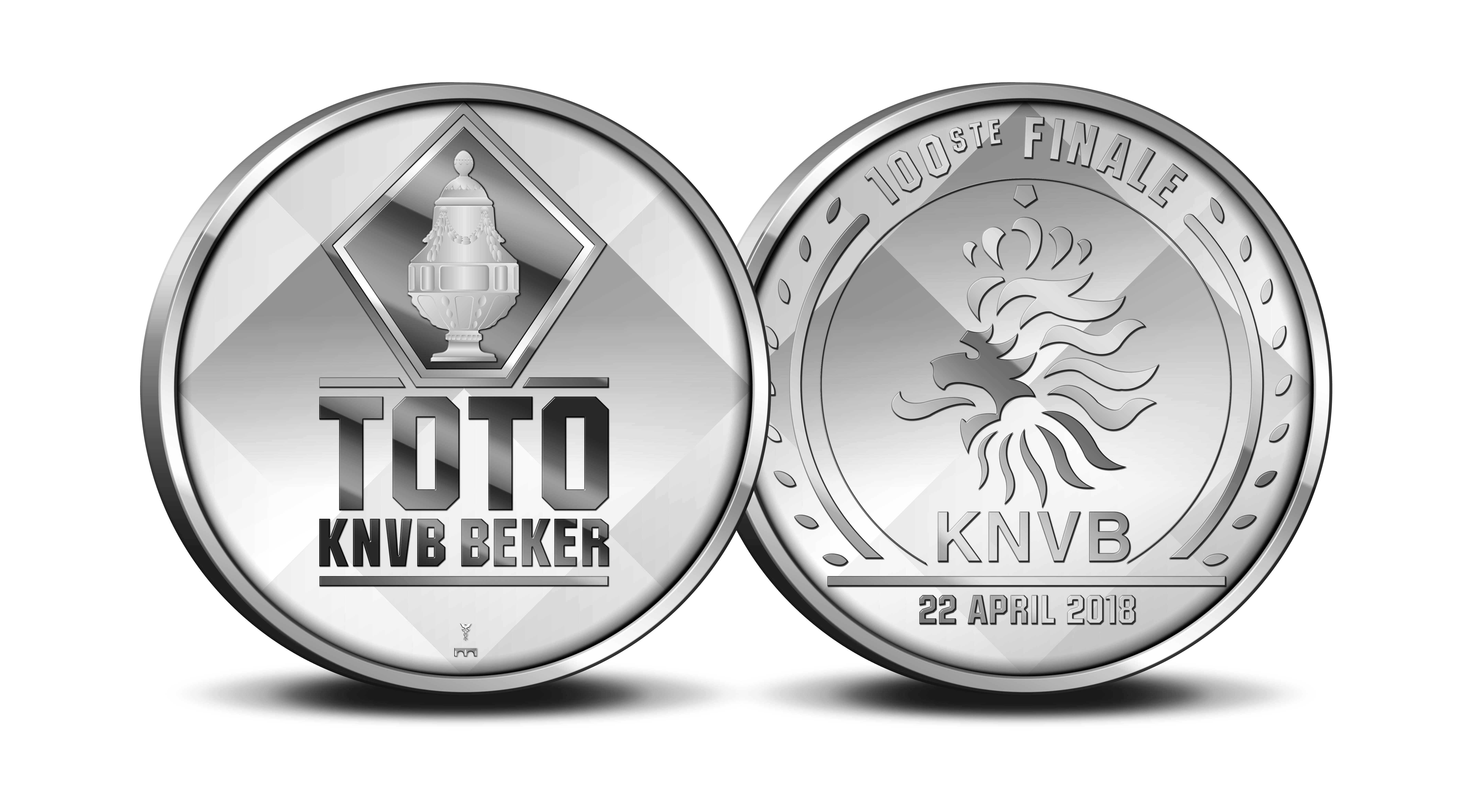
2018 Gouden TOSS Munt